# イオン豊橋南ショッピングセンター
イオン豊橋南ショッピングセンター（とよはしみなみショッピングセンター）は、愛知県豊橋市野依町字落合1番地の12に所在する、イオン豊橋南店を核店舗とし、通称・なんじゃすと呼ばれる61店の専門店で構成する専門店街を伴うショッピングセンターである。
地権者かつ施設設置主体はJST株式会社。商業活動の企画運営は代表テナントのイオンリテール株式会社である。

## 概要
1997年6月21日にジャスコ豊橋南店として開店。2007年に増築を行い、専門店街を併設したショッピングセンターとして同年7月14日に現在の名称でリニューアルオープンした（店舗総床面積：19,531平方メートル）。
2007年のリニューアルオープンでは専門店街に17の新しい店がオープン。また増築により本館・新館に分かれ、新館の1・2階には「みんなのトイレ」が設置された（1階はオストメイト対応）。
2018年には「３世代が楽しみ、くつろぎ、体感できる地域密着型コンパクトモールショッピングセンター」をコンセプトにリフレッシュオープン。専門店街には新たに13店舗がオープン、19店舗がリニューアルした。

### 沿革
- 1997年6月21日 - 大林組の施工によりジャスコ豊橋南店が開店。
- 2003年8月17日 - 若鯱家ジャスコ豊橋南店が閉店。
- 2007年7月14日 - ジャスコ豊橋南店を増改築し、ショッピングセンター形式に移行。
- 2011年3月1日 - 中核店舗のジャスコ豊橋南店を「イオン豊橋南店」に改称。
- 2018年4月27日 - 全館を改装し、リフレッシュオープンする[1]。

## フロア

### 1F 食品と暮らしのフロア
イオン直営売場
- 食料品
- 銘店
- ギフト
- 日用品
- 家電
- 寝具
- 化粧品
- 園芸
- リフォーム
- サイクル
- イオン薬局
- イオンモバイル（携帯電話）
- パンドラハウス（手芸用品）

専門店街
- 無印良品
- ユニクロ
- PeTeMo
- ASBee
- ヴィレッジヴァンガード
- エステール
- オンデーズ
- POLA
- カーブス
- ヘアカラーFit!
- 保険見直し本舗
- マサキクリーニング
- 宝くじチャンスセンター
- ヒトゴミ工房
- 中央コンタクト
- 小川眼科
- ヤマサちくわ
- マクドナルド
- サーティワンアイスクリーム
- 神戸珈琲倶楽部
- サイゼリヤ
- ATMコーナー（イオン銀行、ゆうちょ銀行、蒲郡信用金庫、岡崎信用金庫、大垣共立銀行）

### 2F ファッション・キッズとフードコートのフロア
イオン直営売場
- 衣料品
- キッズリパブリック（ベビー・キッズ）
- グリーンボックス（靴）
- スポージアム（スポーツウェア）
- マジックミシン
- イオンラウンジ

フードコート「sorairo kitchen」
- はなまるうどん
- 赤虎
- リンガーハット
- 天麺
- ディッパーダン
- スガキヤ
- ミスタードーナツ

専門店街
- ジーンズヤマト
- アヴェニュー
- インセンス
- コムサイズム
- ルディックパーク
- ハニーズ
- グリーンパークス トピック
- エルコ
- ラッシュ&モンスター
- セリア
- 未来屋書店
- エフコルメ
- プリズム
- イルーシー365
- ザ・クロックハウス
- 中日印章印刷
- メガネのアイガン
- ワイモバイル
- UQモバイル
- TAiSEiKAN
- メガブルーバード
- モーリーファンタジー
- キッズーナ

### 店舗外（駐車場内）
駐車場の一角にセルフ式のガソリンスタンド・『ペトラス』が設置され、営業している。
建物裏側の一角（屋上・立体駐車場下りスロープ真下）には豊橋市による資源回収施設『リサイクルステーション』が設けられ、古新聞・古雑誌・布等を受け入れている。受け入れ時間は正月3が日を除く13時-17時。

## 交通アクセス

### 自動車
- 約1,990台の駐車場
  - 平面駐車場
  - 本館屋上駐車場
  - 新館立体駐車場（3階、４階、 屋上階の3階層）

### 鉄道
- JR東海・名古屋鉄道 豊橋駅、豊橋鉄道東田本線駅前停留場（自動車で30分）
- 豊橋鉄道渥美線
  - 芦原駅下車、徒歩で約20分
  - 高師駅下車、自動車で10分
    - 高師駅ではタクシーの連絡があるが、芦原駅は無人駅で徒歩しか手段はない。

### 路線バス
- 豊鉄バス三本木線[8]
  - 野依口バス停下車。店舗に至近。

## その他
かつて、この地には鉄塔・橋梁メーカーの日本鉄塔工業株式会社（旧）豊橋工場が所在していたが、生産拠点の集約により2001年8月に閉鎖された。その後、同社グループ内の事業再編成により旧日本鉄塔工業はJST株式会社に改称、グループの統括と不動産賃貸事業に転換。鉄塔事業は新設子会社の日本鉄塔工業（新）に移管されている。
また、エフエム豊橋が、2013年秋までは84の3ウェーブ THE BURRNの特別番組としてなんじゃす THE BURRNを、2013年12月からはなんじゃすアイコメ！を、店内特設サテライトスタジオから放送している。新館ができるまでは、2F中央エレベーター前の自販機のあるスペース、新館建設後は新館1F入口のイベントスペースに特設スタジオの設置している。なんじゃす THE BURRNのパーソナリティは渡辺欣生、なんじゃすアイコメ！は辻幸平が担当している。番組では、毎回ゲストによる生演奏やアトラクション、店内テナントにまつわるクイズなどが行われる。番組は当店の提供で放送されるが、毎時59分-0分の定時コマーシャルは通常通り放送される。